# Brenda Eisler
Brenda Eisler (Brenda Lee Eisler; * 16. Oktober 1951 in Calgary) ist eine ehemalige kanadische Weitspringerin.
1970 wurde sie Sechste bei den British Commonwealth Games in Edinburgh, und 1971 siegte sie bei den Panamerikanischen Spielen in Cali.
Bei den Olympischen Spielen 1972 in München schied sie in der Qualifikation aus.
1973 gewann sie Bronze bei der Universiade mit ihrer persönlichen Bestleistung von 6,48 m und 1974 Silber bei den British Commonwealth Games in Christchurch.
Viermal wurde sie Kanadische Meisterin (1969, 1972, 1973, 1975).